# 暴勝之
暴勝之（？—前91年），字公子，河東(郡治安邑今山西夏縣西北)人，西漢名臣。
漢武帝時，為直指使者，穿著繡衣，持御賜上方斧，追捕捕盜，督課郡國，東至海，以軍興誅不從令者，威振州郡。嘗薦雋不疑，有知人之譽。太始三年(前94年)任御史大夫。
巫蠱之禍時，司直田仁放過著太子劉據逃亡。丞相劉屈氂得知後，要殺田仁，被暴勝之勸止說:「司直，吏二千石當先請，柰何擅斬之。」 後，暴勝之被武帝以坐失縱罪，下獄自殺。
| 前任： 杜周 | 西汉御史大夫 前94年—前91年 | 繼任： 商丘成 |

## 註解
1. ↑  《汉书》卷六：御史大夫暴勝之、司直田仁坐失縱，勝之自殺，仁要斬。